# Viilbjørk Malling Agger
Viilbjørk Malling Agger (født 1. oktober 1997) er en dansk skuespillerinde. Hun har medvirket i flere film og tv-serier.  

## Privat
Hun er datter af skuespillerne Søren Malling og Petrine Agger.

## Filmografi

### Film
| År   | Titel             | Rolle    | Instruktør          |
| ---- | ----------------- | -------- | ------------------- |
| 2014 | Jauja             | Ingeborg |                     |
| 2023 | Asfalt            | René     | Charlotte Madsen    |
| 2023 | Ustyrlig          | Caroline | Malou Reymann       |
| 2024 | Fuld af kærlighed | Sofia    | Christina Rosendahl |

### Tv-serier
| År   | Titel        | Rolle | Instruktør    |
| ---- | ------------ | ----- | ------------- |
| 2020 | Puls         | Anna  | Mette føns    |
| 2022 | Nordland '99 | Sofie | Kasper Møller |
| 2023 | Bullshit     | Tine  | Milad Alami   |

2019 Tinka og Kongespillet  Falke (julekalender)
2022 Tinka og Sjælens spejl Falke (julekalender)